# 切萨雷·鲁比尼
切萨雷·鲁比尼（義大利語：Cesare Rubini，1923年11月2日—2011年2月8日），意大利男子水球运动员。他曾代表意大利参加1948年、1952年和1956年夏季奥林匹克运动会水球比赛，共收获一枚金牌和一枚铜牌。